# Lysá hora (Český les)
Der Lysá hora (auch Lysá, deutsch: Lissaberg, Lisaberg) ist ein Gipfel des mittleren Oberpfälzer Waldes.

## Geographische Lage
Der Lysá befindet sich an der tschechisch-deutschen Staatsgrenze im Okres Domažlice etwa zwei Kilometer östlich von Závist (Neid), einem Ortsteil der Gemeinde Rybník nad Radbuzou, und etwa einen Kilometer nordwestlich von Pivoň (Stockau).
Der Gipfel des Lysá liegt auf dem Gebiet der Gemeinde Mnichov u Poběžovic.
Ungefähr zwei Kilometer südlich des Gipfels des Lysá erhebt sich der 878 Meter hohe Starý Herštejn.
Im Sattel zwischen diesen beiden Gipfeln entspringt in 769 Meter Höhe die Pivoňka und fließt nach Osten in Richtung Pivoň.
Die Europäische Hauptwasserscheide Elbe - Donau verläuft von Zavist kommend zum Gipfel des Lysá und wendet sich dort scharf nach Süden zum Gipfel des Starý Herštejn.
Am Westhang des Lysá östlich von Závist entspringen die Radbuza und der Nemanický potok.
Die Quellen der beiden Flüsse sind weniger als 500 Meter voneinander entfernt.
Während die Wasser der Radbuza über Berounka, Moldau, Elbe in die Nordsee fließen, gelangen die Wasser des Nemanický potok über Schwarzach, Naab und Donau in das Schwarze Meer.
Die Felsen des Lysá bestehen vorwiegend aus Gneis.

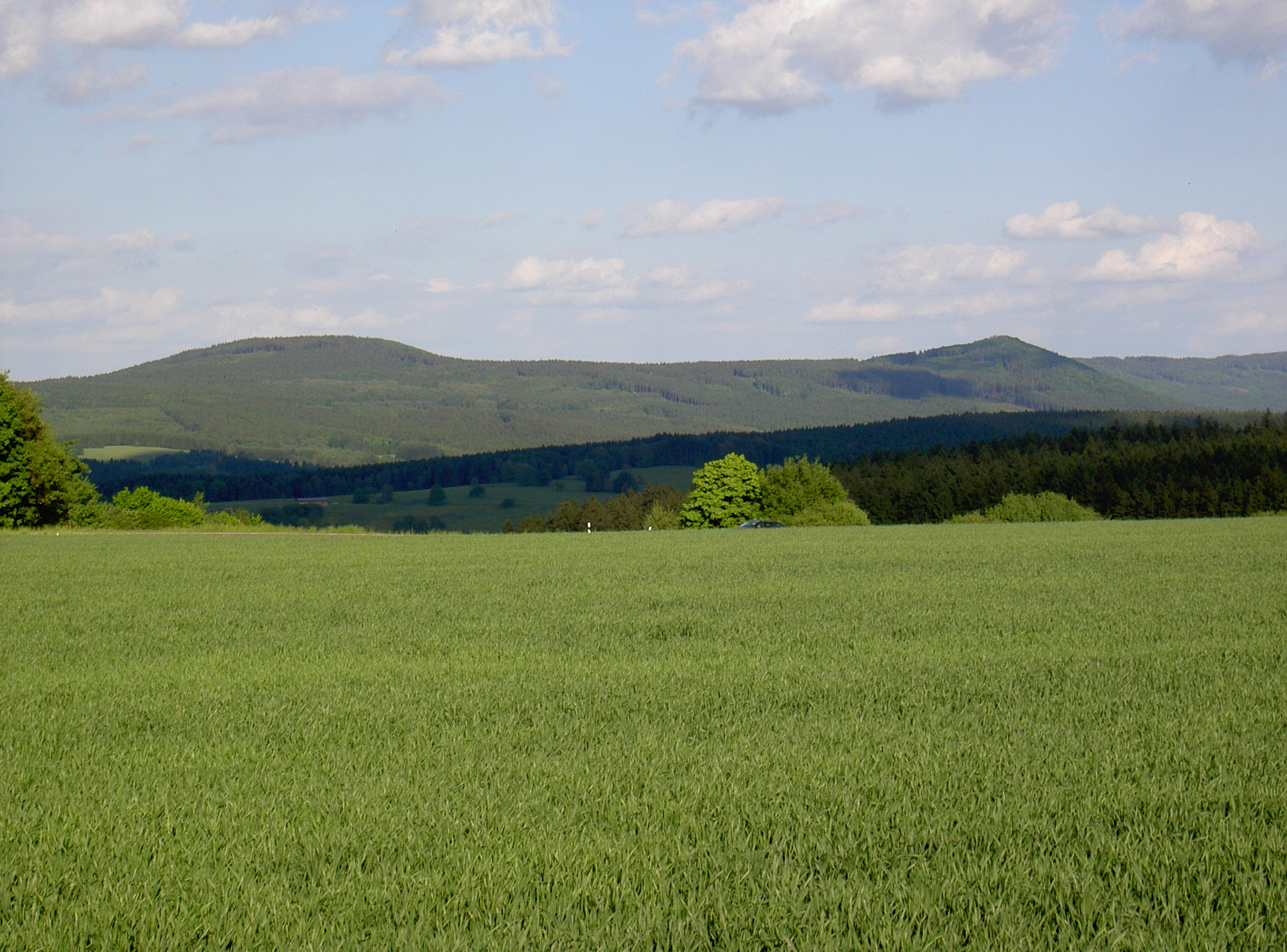
Lissaberg links und Hirschstein rechts, Blick von Westen

## Geschichte
Auf der Nordseite des Lysá lagen die Siedlungen Fuchsenhäuseln (Liščí domky) und Mladé Korytany (Jungrindl).
Auf seiner Westseite waren die Hirschsteinhäusel (Herštejnské Chalupy, 1705).
Auf seiner Südwestseite befand sich die Kreuzhütte (Křížová Huť, Glashütte errichtet 1775).
Alle diese ehemaligen Siedlungen sind untergegangen und heute Wüstungen.